# Kurub Terara
Kurub Terara är en vulkan i Etiopien.   Den ligger i regionen Afar, i den nordöstra delen av landet, 400 km nordost om huvudstaden Addis Abeba. Toppen på Kurub Terara är 625 meter över havet, eller 245 meter över den omgivande terrängen. Bredden vid basen är 11,6 km.
Terrängen runt Kurub Terara är huvudsakligen platt. Runt Kurub Terara är det mycket glesbefolkat, med 6 invånare per kvadratkilometer. Det finns inga samhällen i närheten. Trakten runt Kurub Terara består i huvudsak av gräsmarker.